# ISO 3166-2:PA
کد ISO 3166-2:PA بخشی از استاندارد ایزو ۳۱۶۶ برای کشور پاناما است که توسط سازمان بین‌المللی استانداردسازی ISO تنظیم شده‌است این سازمان، کدهای استاندارد را برای تقسیمات کشوری (ایالتها یا استانهای) کشورهای فهرست شده در استاندارد ایزو ۳۱۶۶-۱ تعریف می‌کند.
هر کد شامل دو بخش می‌گردد که توسط علامت - جدا می‌گردند.
- بخش نخست PA که در ایزو ۳۱۶۶-۱ آلفا-۲ کد کشور پاناما است.
- بخش دوم شامل یک یا دو یا سه حرف است که بیان‌کننده استان یا ایالت کشور پاناما می‌باشد.

## کدها
| کدها | استان                   |
| ---- | ----------------------- |
| PA-1 | Bocas del Toro Province |
| PA-2 | Coclé Province          |
| PA-3 | Colón Province          |
| PA-4 | Chiriquí Province       |
| PA-5 | Darién Province         |
| PA-6 | Herrera Province        |
| PA-7 | Los Santos Province     |
| PA-8 | Panamá Province         |
| PA-9 | ورگواس پروینک           |
| PA-0 | Guna Yala (comarca)     |